# Justin James Field
Justin James Field OP (ur. 6 lipca 1899 w Down Hatherley, zm. 4 sierpnia 1969) – brytyjski duchowny katolicki posługujący na Grenadzie, dominikanin, biskup Saint George’s w latach 1957–1969.

## Życiorys
Święcenia kapłańskie otrzymał 18 września 1926.
14 stycznia 1957 papież Pius XII mianował go biskupem diecezjalnym Saint George’s. 25 marca tego samego roku z rąk arcybiskupa Patricka Ryana przyjął sakrę biskupią. Funkcję sprawował aż do swojej śmierci.
Zmarł 4 sierpnia 1969.